# Европейский леопард
Европейский леопард (лат. Panthera pardus sickenbergi) — вымерший подвид леопарда, который был широко распространён на территории Европы. Первые представители подвида появились примерно 1 млн лет назад. Вымер к концу плейстоцена, около 10 000 лет назад.
Его ископаемые находки в Гейдельберге, Германия датируются возрастом около 600 000 лет.